# Доња Биоча (Илијаш)
Доња Биоча је насељено мјесто у Босни и Херцеговини, у општини Илијаш, које административно припада Федерацији Босне и Херцеговине. Према попису становништва из 1991. у насељу је живјело 297 становника.

## Историја

### Рат у Босни и Херцеговини
У рано јутро 28. децембра 1992. године овдје је почињен ратни злочин када су припадници Седме муслиманске бригаде Армије РБиХ упали у село. Том приликом је убијено неколико мјештана на свиреп начин, а малолетна Мирјана Драгичевић, стара 9 година, је силована и потом убијена у својој кући.

## Становништво
| Националност       | 1991. | 1981. | 1971. | 1961. |
| Срби               | 293   | 285   | 293   | 248   |
| Југословени        | 2     |       | 6     |       |
| Хрвати             | 2     |       |       |       |
| остали и непознато |       |       |       |       |
| Укупно             | 297   | 285   | 299   | 248   |

| Демографија | Демографија | Демографија |
| Година      | Становника  | Становника  |
| ----------- | ----------- | ----------- |
| 1961.       | 248         |             |
| 1971.       | 299         |             |
| 1981.       | 285         |             |
| 1991.       | 297         |             |
| 2013.       | 106         |             |